# Любош (Торбешия)
Любош или Любаш (на македонска литературна норма: Љубош, Љубаш) е бивше село в община Студеничани на Северна Македония, днес махала на село Батинци.

## Георафия
Селото е било разположено на десния бряг на Маркова река в областта Торбешия, на два километра източно от Батинци.

## История
След Междусъюзническата война в 1913 година селото попада в Сърбия.
На етническата си карта от 1927 година Леонард Шулце Йена показва Любаш (Ljubaš) като село с неясен етнически състав.
На етническата си карта на Северозападна Македония в 1929 година Афанасий Селишчев също отбелязва Любош като село с неясен етнически състав.